# Prefaci
Un prefaci és una introducció redactada pel mateix autor del llibre (a diferència del pròleg, a càrrec d'altri, tot i que a vegades pot confondre's terminològicament). En ella, s'explica l'origen i l'estructura del llibre i es pot contrarestar possibles crítiques adverses, així com incloure els agraïments a les persones que l'han fet possible (a vegades aquests agraïments ocupen una secció a part). Abans s'incloïen uns prefacis abans de cada capítol i secció, que actuaven a manera de resum previ, tot i que en l'actualitat el prefaci és un únic escrit abans del llibre que es numera diferent de l'obra (per exemple amb xifres romanes). Es troben prefacis a Occident des de l'antiga literatura grega.